# Marcolino Franco
Marcolino Cerbinio Ferdinand (Mike) Franco (4 oktober 1959– 14 augustus 2024) was een Curaçaos politicus. Namens de partij PAIS zat hij in de Staten van Curaçao. Van 10 december 2012 tot 2 november 2016 was hij tevens voorzitter van de Staten.
Franco is zoon van Willy Franco, voormalig MAN-coryfee en Ferdinanda (Nan) Franco-de Jongh. Hij studeerde fysiotherapie in Groningen en was ook fysiotherapeut op Curaçao. Samen met Alex Rosaria was hij medeoprichter van de sociaalliberale partij PAIS. Ook was hij voorzitter van deze partij. Eerder was hij gedeputeerde op Curaçao namens de partij PAR.
De Nederlandse regering benoemde Franco per 7 februari 2018 tot regeringscommissaris van Sint Eustatius, nadat op grond van de "Tijdelijke wet taakverwaarlozing Sint Eustatius" de eilandsraad was ontbonden en het eilandsbestuur van zijn functies was ontheven. Zijn taak werd om het bestuur op het bovenwindse eiland op orde te brengen, nadat een "Commissie van Wijzen" bestaande uit Jan Franssen en Fredis Refunjol had geconcludeerd dat er sprake was van grove taakverwaarlozing. Plaatsvervanger van Franco was de Nederlands-Britse bestuurder Mervyn Stegers. Op 15 februari 2020 werden Franco en Stegers opgevolgd door Marnix van Rij en Alida Francis.